# Verneuilinella
Verneuilinella es un género de foraminífero bentónico de la familia Prolixoplectidae, de la superfamilia Verneuilinoidea, del suborden Verneuilinina y del orden Lituolida. Su especie tipo es Verneuilinella azerbaidjanica. Su rango cronoestratigráfico abarca desde el Aptiense (Cretácico inferior) hasta el Turoniense (Cretácico superior).

## Discusión
Clasificaciones previas incluían Verneuilinella en el suborden Textulariina del orden Textulariida, o en el orden Lituolida sin diferenciar el suborden Verneuilinina.

## Clasificación
Verneuilinella incluye a las siguientes especies:
- Verneuilinella azerbaidjanica †
- Verneuilinella carpathica †
- Verneuilinella hoterivica †
- Verneuilinella pieninica †
- Verneuilinella urnula †